# Lijst van graven van Fézensac
Dit is een lijst van de graven van Fézensac.

## Huis Gascogne
- 926-960 : Willem Garcès († 960),  zoon
- 960-985 : Odo († 985), zoon
- 985-1020 : Bernard Odo († 1020),  zoon
- 1020-1032 : Almerik I († 1032), zoon
- 1032-1064 : Willem Astanovus I († 1064), zoon
- 1064-1103 : Almerik II († 1103),  zoon
- 1103-1140 : Astanovus  II († 1140),  zoon.

## Huis Armagnac
- 1140-1160 : Gerald  III († 1160),  schoonzoon
- 1160-1193 : Bernard IV († 1193),  zoon
- 1193-1215 : Gerald IV († 1215),  zoon.